# Parafia Trójcy Świętej w Bierawie
Parafia Trójcy Świętej w Bierawie – parafia rzymskokatolicka należąca do dekanatu Kędzierzyn diecezji opolskiej w metropolii katowickiej, która została erygowana w 1915. Kościół parafialny zbudowany w drugiej połowie XVI wieku mieści się przy ulicy Kościelnej 3. 

## Proboszczowie
| Lista proboszczów parafii Trójcy Świętej w Bierawie (po 1924) |                            |
| Okres                                                         | Proboszcz                  |
| 1924–1951                                                     | ks. Otton Steier           |
| 1951– ?                                                       | ks. Wilhelm Świerzy        |
| ? –1967                                                       | ks. Józef Rygiel           |
| 1967–1978                                                     | ks. Helmut Komander        |
| 1978–1986                                                     | ks. Jan Haida              |
| 1986–1995                                                     | ks. dr Krystian Ziaja      |
| 1995–1997                                                     | ks. Jerzy Chybicki         |
| 1997–2020                                                     | ks. Norbert Józef Matuszek |
| 2020–                                                         | ks. Witold Knop            |

## Historia parafii
Ze źródeł historycznych wiadomo, że wieś Bierawa poświadczona jest w dokumentach w 1308 . W związku z rozwojem osadnictwa i stopniowym powiększaniem się ludności wsi i okolic zaistniała potrzeba posługi duchowej i wybudowania kościoła, a tym samym powołania parafii. Przypuszcza się, że w średniowieczu wybudowano w Bierawie kościół. Ponadto wiadomo, że w drugiej połowie XVI wieku z fundacji Piotra Dluhomina (jego płyta nagrobna wbudowana jest za ołtarzem głównym) wybudowano obecny kościół (poświadczony w 1562), wówczas jako protestancki w stylu późnego renesansu. W 1639 przejęli go katolicy, a kościół stał się wówczas kościołem filialnym parafii św. Jana Nepomucena w Starym Koźlu . W 1906 ustanowiono w Bierawie kurację (lokalię) z przynależnym duszpasterzem . 9 grudnia 1915 erygowano parafię pod wezwaniem Trójcy Świętej przez najprawdopodobniej bp. Adolfa Bertrama .   
W latach 1984–1987 w pobliskim Lubieszowie wybudowano dla tamtejszych wiernych filialny kościół Matki Bożej Wspomożenia Wiernych . W obrębie parafii znajduje się również kaplica św. Józefa na Korzonku. Ponadto na terytorium parafii znajduje się drewniana kapliczka św. Jana Nepomucena w Lubieszowie z XIX wieku oraz przykościelna kamienna grota z figurami Matki Bożej, św. Antoniego Padewskiego i św. Stanisława Kostki . Parafia liczy około 2000 wiernych .

## Grupy parafialne
- Dzieci Maryi;
- Ruch Szensztacki;
- Służba Liturgiczna;
- Wspólnota Rycerzy Niepokalanej;
- Wspólnota Żywego Różańca.

## Zasięg parafii
- Bierawa;
- Grabówka;
- Korzonek:
  - Korzonek Osiedle;
- Lubieszów.